# 2007年亞洲冬季運動會
第六届亚洲冬季运动会于2007年1月28日至2月4日在中国吉林省長春、吉林兩市举行。

## 獎牌榜
| 排名  | 国家／地区 | 金牌 | 银牌 | 铜牌 | 總數 |
| ----- | ---------- | ---- | ---- | ---- | ---- |
| 1     | 中国       | 19   | 19   | 23   | 61   |
| 2     | 日本       | 13   | 9    | 14   | 36   |
| 3     |            | 9    | 13   | 11   | 33   |
| 4     |            | 6    | 6    | 6    | 18   |
| 5     |            | 0    | 0    | 1    | 1    |
| 5     | 蒙古国     | 0    | 0    | 1    | 1    |
| 总 计 | 总 计      | 47   | 47   | 56   | 150  |

## 參與國家及地區
本屆冬季亞運會中，亞奧理事會的45個成員都有參與，是歷屆冬季亞運中首次的「大團圓」。雖然如此，但部分國家或地區只派出了代表人員「參與」，卻沒派出運動員參賽，以下為各國及地區的代表人員和運動員總人數：

|  | - 阿富汗（3） - （1）（观员） - 不丹（1）（观员） - 巴林（1）（观员） - （4）（观员） - 柬埔寨（1）（观员） - 中国（156） - 中國香港（26） - 印度尼西亞（3）（观员） - 印度（6） - 伊朗（14） - 伊拉克（2）（观员） - 约旦（3） - 日本（111） - （105） | - （6） - （124） - 沙烏地阿拉伯（2）（观员） - 科威特（23） - （2）（观员） - 黎巴嫩（3） - 中國澳門（77） - 马来西亚（19） - 馬爾地夫（2）（观员） - 蒙古国（20） - 緬甸（1）（观员） - 尼泊尔（1） - 阿曼（1）（观员） - 巴基斯坦（6） - 菲律賓（5） | - 巴勒斯坦（1） - （67） - （4）（观员） - 新加坡（1）（观员） - 斯里蘭卡（2）（观员） - 叙利亚（2）（观员） - 泰國（24） - （3） - （6） - 东帝汶（5）（观员） - 中華臺北（33） - 阿联酋（22） - （11） - 越南（2）（观员） - 葉門（3）（观员） |

## 會徽
本屆亞冬運的會徽於2004年9月21日在長春公布。該會徽名為「飛越」，是由深圳的王春濤所設計。
會徽以滑雪專案的運動造型以主體，描述出運動員的頑強拼搏、勇於挑戰的精神，也代表了長春市飛速向前、超越無限的城市形象。會徽並以兩個英文字母C所組成，象徵是屆亞冬會的舉辦國為中國（China）和由長春（Changchun）主辦。同時，會徽中又包含了「更高、更快、更強」的奧林匹克精神。
此外，會徽中使用了紅、藍、綠三色，前者代表亞奧理事會的太陽，藍色意指友愛和活力，後者象徵了和平與生命；而會徽下方的“CHANG CHUN2007”的字樣是以中國書法表現設計，預意亞冬會是中國古老文明和亞洲體育相融合的體育盛會。

## 吉祥物
今屆冬亞運的吉祥物是一梅花鹿，命名「鹿鹿」。它能成為吉祥物是由於長春為中國梅花鹿之鄉，可以展示出長春的獨特地域文化和顯示在梅花鹿中國傳統文化中的吉祥象徵。
同時，吉祥物又暗示出運動員敏捷身手和高超的技能，及展現出體育力量與速度，作為傳播友誼與愛心的使者，並且特顯出長春的自然環境與人文環境。

## 會歌
2006年11月26日，运动会会歌评选结果揭晓，由大平作词、作曲的《亚洲之星》最终当选。

## 火炬接力傳遞
第六屆亞洲冬季運動會聖火火種於2006年9月6日上午由長春市18歲女大學生郭蕊在海拔2691米的吉林省安圖縣境內的長白山北坡八號台埡口採集，10月19日國務委員陳至立在北京中華世紀壇火炬，正式拉開火炬接力傳遞活動序幕，於次年1月28日抵達舉辦地長春。開幕式上，花樣滑冰選手陳露高舉火炬進入五環體育館，並火炬移交予李佳軍，李佳軍聯同另外5位中國運動員於3道激光束下都聖火射向主火炬台上。

## 項目
本屆冬季亞運會共設10個大項，47個小項。
| - 越野滑雪 - 自由式滑雪 - 花樣滑冰 - 單板滑雪 - 高山滑雪 |  | - 冰球 - 冰壺 - 短道速滑 - 速度滑冰 - 冬季兩項 |

## 比賽場館
本屆冬季亞運會共有6個比賽場館，包括：
- 五環體育館
- 吉林省速滑館
- 吉林省滑冰館
- 長春市滑冰館
- 富奧冰球館
- 北大湖滑雪場

## 開幕式
開幕式於2007年1月28日的五環體育館進行，為時約兩个小時。其中，中共中央總書記兼中國國家主席胡錦濤在開幕式上正式宣佈冬亞運开幕。
在胡錦濤宣佈冬亞運开幕前，45個國家或地區按其名稱的英文次序進場，大韓民國與朝鲜民主主义人民共和国再度手持「朝鲜半岛旗」、以「Korea」的身份聯合入場，按惯例最后出場的為主辦國中國。所有代表團進場後，亞奧理事會主席艾哈迈德親王發表講話。
隨後，花樣滑冰女子運動員陳露手持火炬並把它交給短道速滑運動員李佳軍，他持著火炬，走出運動館，把聖火交給五位長春籍的中國運動員，在聖火台下面點燃點火裝置，使聖火「升上」聖火台中。
燃點聖火儀式後是名為「冰雪長春」的文藝表演。

## 閉幕式
閉幕式於2007年2月4日晚上8:00開始，場內先升起中國國旗並奏同國歌。隨後，即升起下屆冬季亞運主辦國哈薩克的國旗和奏起該國的國歌。
之後，亞奥理事會副主席霍震霆致辭，並由中國國務院總理温家寶宣布第六届亞洲冬季運動會闭幕；長春市人民政府市長祝業精把會旗给予霍震霆，霍震霆將會旗交結了第七屆冬季亞洲主辦城市—阿拉木圖市代表。
儀式結束後，是下屆主辦國的5分鐘表演和本屆亞洲冬季運動會主辦國中國的文藝表演—永恒·亞洲。

## 焦點

### 前兩天－1月26日
- 冰球 - 首場冰球賽展開：阿拉伯聯合大公國以4:0擊敗泰國，取得兩分。

### 前一天－1月27日
- 冰球 - 哈薩克以38:0大勝阿拉伯聯合大公國，前者於第一節時已領先14球。[11]

### 第一天－1月28日
- 冰球 - 世界排名第10的日本以1球險勝比她們低8位的北韓，成為女子小項中首支取勝的球隊。[12]

### 第二天－1月29日
- 速度滑冰 - 本屆冬亞運的首面金牌由中華人民共和國的王霏於女子3000米小項以4:13.08的成績所奪得。同時，她打破了亞洲紀錄。[13]
- 冰壺 - 冰壺項目正式展開，中華人民共和國取得大勝。
- 單板滑雪 - 女子半管道小項，日本的中島志保與山岡曾弘包辦金、銀牌。
- 冬季兩項 - 中華人民共和國的劉显英、孔颖超和董雪分別於女子7.5公里小項中瓜分金、銀、銅三面獎牌。
- 短道速滑 - 女子個人1500米小項中，韓國獲得了該小項的金、銀牌。

### 第三天－1月30日
- 單板滑雪 - 日本的國母和宏贏得男子半管道小項的金牌，所有單板滑雪的項目結束。
- 短道速滑 - 女子500米小項的紀錄在同一天內先後被中華人民共和國、日本、韓國刷新了6次新亞洲紀錄。

### 第四天－1月31日
- 單板滑雪 - 女子半管道小項中，參與決賽的4位運動員都取得獎牌。這是由於單板滑雪項目規定同一國不可取得所有的獎牌，要由第4位的取代銅牌得主登上頒獎台，而中華人民共和國就這小項中取得首三位，使蒙古的烏南巴特也取得銅牌。[14]
- 越野滑雪 - 哈薩克的女子運動員亚茨卡娅於女子古典式5公里小項中為該國奪得本屆冬亞運的首面金牌。
- 短道速滑 - 所有的短道速滑小項結束，韓國在該項目的最後一天中連奪5面金牌。
- 冰球 - 男子小項4強賽，日本對韓國中，兩隊在完場前打架，兩隊合共9人被逐出場。[15]

### 第五天－2月1日
- 速度滑冰 - 最後一天的速度滑冰賽事中，韓國與中華人民共和國平分了这一獎牌。
- 冰壺 - 男子小項決賽，韓國經付加局以3:2戰勝日本，贏得金牌。

### 第六天－2月2日
- 冬季兩項 - 冬季兩項最後的兩個小項—男子接力與女子接力完成，中華人民共和國、哈薩克和日本均得獎牌。當中，中華人民共和國衛冕女子小項的金牌。[16]
- 花樣滑冰 - 女子單人滑小項，日本取得一金一銀，使日本壓過韓國，返回獎牌榜的第二位。
- 冰球 - 日本成功蟬聯男子小項的金牌。[17]
- 花樣滑冰 - 整個冬季亞運的最後一天，烏茲別克組合為其國家取得第一面獎牌。

## 爭議
在1月31日的女子3000米短道速滑接力赛颁奖仪式上，获得亚军的韩国运动员打出“白头山（中国称长白山）是韩国领土”的标语，同时场边手执韩国国旗的啦啦队对此报以一片欢呼的支持声。次日亚奥理事会向韩国代表团提出严重警告，中国外交部亚洲司负责人约见韩国驻华使馆官员就此事进行交涉，随后韩国代表团的官员向中方道歉。

## 紀錄

### 破亞洲紀錄
| 日期    |          |                | 國籍 | 運動員   | 成績（舊成績）       |
| ------- | -------- | -------------- | ---- | -------- | -------------------- |
| 1月29日 | 速度滑冰 | 男子5000米     | 日本 | 平子裕基 | 6:39.71（6:41.62）   |
| 1月29日 | 速度滑冰 | 女子3000米     | 日本 | 穗积雅子 | 4:15.42（4:15.86）   |
| 1月30日 | 速度滑冰 | 女子3000米     | 中国 | 王霏     | 4:13.08（4:15.42）   |
| 1月30日 | 速度滑冰 | 女子500米X2    | 日本 |          | 38.71（39.20}        |
| 1月30日 | 速度滑冰 | 女子500米X2    |      |          | 38.53（38.71）       |
| 1月30日 | 速度滑冰 | 女子500米X2    | 中国 |          | 38.02（38.53）       |
| 1月30日 | 速度滑冰 | 男子500米X2    | 中国 |          | 35.52（35.56）       |
| 1月30日 | 速度滑冰 | 男子500米X2    | 中国 |          | 35.49（35.52）       |
| 1月30日 | 速度滑冰 | 男子500米X2    | 日本 |          | 35.36（35.49）       |
| 1月30日 | 速度滑冰 | 男子500米X2    |      |          | 35.19（35.36）       |
| 1月30日 | 速度滑冰 | 男子500米X2    |      |          | 35.11（35.19）       |
| 1月30日 | 短道速滑 | 女子500米      | 中国 | 王濛     | 43.869（45.414）     |
| 1月30日 | 短道速滑 | 男子500米      |      | 宋慶哲   | 42.167（42.537）     |
| 1月30日 | 短道速滑 | 男子5000米接力 |      |          | 6:49.441（6:57.634） |
| 1月31日 | 短道速滑 | 男子5000米接力 | 中国 |          | 6:57.634（6:52.078） |
| 1月31日 | 短道速滑 | 女子5000米接力 | 中国 |          | 4:13.293（4:13.391） |
| 1月31日 | 短道速滑 | 女子1000米     |      | 陳善茹   | 1:30.547（1:31.376） |
| 1月31日 | 速度滑冰 | 女子1500米     | 中国 | 王霏     | 2:00.49（2:01.02）   |
| 2月1日  | 速度滑冰 | 女子1000米     | 中国 | 王北星   | 1:17.35（1:19.17）   |
| 2月1日  | 速度滑冰 | 男子1000米     |      | 李奎赫   | 1:09.86（1:11.74）   |

## 資料來源
1. ↑  .   [2007-01-10]. （原始内容存档于2007-01-23）.
2. ↑  .   [2007-01-27]. （原始内容存档于2007-09-27）.
3. ↑  .   [2006-12-23]. （原始内容存档于2007-01-01）.
4. ↑  .   [2016-05-18]. （原始内容存档于2016-10-26）.
5. ↑  .   [2006-12-23]. （原始内容存档于2007-09-27）.
6. ↑  .   [2006-11-27]. （原始内容存档于2012-07-16）.
7. ↑  亚冬会开幕式隆重举行 胡锦涛出席并宣布开幕 （页面存档备份，存于），新华网
8. ↑  Desi Japani, , 2007-04-15  [2025-01-15], （原始内容存档于2021-05-22）
9. ↑  .   [2021-05-31]. （原始内容存档于2021-06-03）.
10. ↑  第六届亚洲冬季运动会在长春闭幕 （页面存档备份，存于），新华网
11. ↑  .   [2007-01-27]. （原始内容存档于2016-03-11）.
12. ↑   (PDF).   [2007-01-28]. （原始内容存档 (PDF)于2007-01-26）.
13. ↑  .   [2007-01-29]. （原始内容存档于2007-09-27）.
14. ↑  .   [2007-01-31]. （原始内容存档于2008-09-08）.
15. ↑  - 01 - 31/1038116.html 日韩男子冰球队球场群殴 韩国教练指责裁判不公[]
16. ↑  - 02 - 02/0C7P/12371707.html 冬两女子接力比赛 刘显英领军中国成功卫冕[永久]
17. ↑  - 02/03/content_5690611.htm 男子冰球日本队成功卫冕
18. ↑  韩国运动员亚冬会上损我领土主权 中方与韩方交涉 （页面存档备份，存于），搜狐